# Грб Ниша
Грб града Ниша је симбол, града Ниша, урађен у складу са правилима српске градске хералдике и усвојен 2000. године. У складу са тим, грб постоји у три варијанте: Велики, Средњи, Мали.
Од усвајања првог грба Ниша па све до данас, овај град имао је и грбове и амблеме. Власти су се мењале, као и облик грба и његова хералдичка вредноћа, али два симбола која су се задржала на сваком новоусвојеном грбу овог града били су Нишка тврђава и река Нишава.

## Изглед грба Града Ниша
- Мали грб града Ниша састоји се од штита је црвене (gules) основе, на којој се налази сребрна (argent) улазна капија у тврђаву са отвореним улазом, што симболише нишку тврђаву. Изнад капије се налази двоглави бели (argent) орао, а испод плава (azure) вијугава трака која представља реку Нишаву.
- Средњи грб представља мали грб са круништем које представља златни бедем са четири мерлона.
- Велики грб састоји се од средњег грба града. Изнад златног бедема је симбол алфе и омеге, што симболише античку историју града. Држачи грба су српски устаник из времена Српске револуције и цар Константин Велики, рођен у Нишу. Српски устаник у рукама носи стег Србије са златним (or) крстом и четири оцила. Цар Константин носи стег са пурпурном основом и двоглавим белим орлом окружен златним ловоровим венцем. Испод штита је зелени постамент с 3 брежуљка. Испред њих је сребрна трака са натписом Ниш, Naissos и Naissus, што показује припадност града Србији у садашњости, и грчко-византијској и римској сфери утицаја у прошлости.

Иако је коначан предлог грба Града Ниша рађен и направљен тако да испуњава сва правила српске хералдике, коначна усвојена верзија грба има одступања од грба који су предложили хералдичари. Један од тих хералдичара био је и Драгомир Ацовић, који каже да је српски стег на застави погрешан јер се на њему налазе оцила раздвојена крстом, што је застава Српске православне цркве, а не Републике Србије. Стога, град никако не би смео да има такав стег на свом грбу јер Ниш није потчињен Цркви, већ држави Србији.
Понекад се у јавности употребљава погрешан грб града, чак и код неких градских институција. Једна од честих погрешних представа грба Града Ниша представља верзија која на траци, уместо назива града на српском, грчком и латинском језику, носи године 312. и 1914.

## Историја
Раскид с европском хералдичком традицијом током турске владавине био је превише снажан, тако да територијална хералдика није заживела ни у једној од српских нововековних држава. Ни поновно успостављање српске власти над Нишом и дефинитивни одлазак Турака 1878. нису донели никакву новост у погледу градског грба. У ондашњој Кнежевини, и касније Краљевини, грбови насељених места су непознат феномен. У службеној употреби је грб Кнежевине потпуно компензовао недостатак специфичног градског или општинског хералдичког знамења. Оваква ситуација је настала услед схватања да су општинске власти — огранак државне власти, а не засебни, аутономни ентитети (локална самоуправа), па стога у службеној кореспонденцији и званичним приликама преузимају и користе државна обележја, а не сопствена. Покушај формирања неке врсте знамења локалних ауторитета сводило се на употребу симболичних или алегоричних слика на печатима магистрата.
Уверење да општине треба и званично да стекну грб коначно је сазрело 30-их година 20. века. Разлог ове промене става био је пре свега политички и налазио се у новом друштвеном контексту у коме се нашла муниципална хералдика након завршетка рата и стварања заједничке јужнословенске државе, као и доминантног идеолошког наратива који је ишао уз њега.
Тако, пошто су уласком територија са богатим хералдичким наслеђем, свешћу и разумевањем за муниципалну хералдику у састав нове државе (данашња Словенија, Хрватска, а.п. Војводина), ситуација у погледу хералдике се радикално променила и приметан је постао велики раскорак у односу на „победнички” сегмент популације и територије. Овај раскорак је у другим сферама друштва и те како постојао и понајмање је био хералдички, али је у домену хералдике посебно постао видљив. Пошто је овај раскорак требало превазићи и ствари норматизовати, тако је и сам однос — за или против муниципалних грбова, виђен као политички став и однос према самој идеји уједињења и државе као заједничке ствари. Стога је најпре дефинисање грба Престонице Београда је у овом периоду након рата био највећи подухват у домену муниципалне хералдике. Након овога, на ред ће доћи и остала већа места на територији предратне Краљевине Србије.
У међупериоду од усвајања новог устава у којем је дефинисано ново државно знамење до усвајања званичног знамења Београда (1922—1931), Београд је наставио са истом праксом преузимања и кориштења државних симбола као својих, па је сада само грб српске државе замењен грбом нове југословенске државе. Исто су се понашали и остали градови.

## Први грб Ниша
Не зна се тачно када је усвојен први грб Ниша, међутим, верује се да је то урађено након усвајања грба Београда, 10. децембра 1931. године. Београд је добио „први грб испод Саве и Дунава“, а сматра да се је Скопље грб добило након престонице, а након Скопља највероватније и Ниш. Овај први грб Ниша налазимо на таксеним маркама из 1937. године, а тај исти грб налази се и на унутрашњој страни позивнице која је штампана приликом отварања споменика на Тргу краља Милана 28. јуна 1937. године. Дакле, може се закључити да је грб Ниша усвојен у неком тренутку између 1932. и 1937. године. Овај грб је највероватније био у употреби до доласка нове комунистичке власти у држави.

### Изглед грба
Први грб Ниша представља стилизован приказ Нишке тврђаве (Стамбол капије) испод које се налазе четири таласасте линије које представљају реку Нишаву. Изнад улаза у тврђаву, на месту где се у стварности налази натпис на османском турском језику, налази се малтешки крст, док се преко самог улаза у тврђаву налази мач који представља крст. Боје грба нису у потпуности познате, међутим, према шрафурама на таксеној марки, може се закључити да је позадина грба плава, тврђава сребрна, док су таласасте линије које симболизују Нишаву црне боје.

## У комунистичкој Југославији
После Другог светског рата све већи број градова и општина у Југославији израђује своје симболе у виду нехералдичких композиција које су називане амблемима, а прављене су са идејом да буду коришћене као значке или плакете које би се додељивале заслужним колективима или појединцима.
Положај и тематизација хералдичког обележја градова у периоду након Другог светског рата, пресудно је био одређен целокупном новонасталом ситуацијом у односу према самој хералдици уопште која је наступила. Победа комуниста и њихово преузимање власти у источној и Југоисточној Европи, уз пратеће друштвене ломове које је са собом носило, означило је промену парадигме и на овом пољу — у изразито негативном правцу. Перципирана као део нежељене националне прошлости, сећања и традиције са којом је требало радикално раскинути, хералдику се „гвозденом метлом” почистило из световног имагинарија који је претходно заузимала. Грбови су изгубили своју хералдичност и тако послали амблеми.

### Изглед амблема
Првим Статутом скупштине општине Ниш предвиђено је постојање амблема који задржава већину симбола с претходног грба али их уобличава на нехералдички начин. На штиту облих бочних ивица налази се упрошћени приказ градске тврђаве, то јест њене Стамбол капије, испод које три таласасте линије представљају реку Нишаву. на левој хералдичкој страни (десној страни из угла посматрача) налази се звезда петокрака, нови симбол који је морао да краси нове амблеме свих локалних самоуправа, а изнад штита налазила се маслинова гранчица.
Овај амблем био је у употреби све до пада комунизма, па и до дубоко у доба вишестраначја. Замењен је новим амблемом 1993. године.

## Привремена решења
Враћање хералдичким принципима почиње деведесетих година двадесетог века оснивањем Српског друштва за хералдику, генеалогију, вексилологију и фалеристику „Бели орао”. Друштво је оформљено с циљем да окупи највеће познаваоце из области науке о грбовима, родословима, заставама и одликовањима, да истражује и региструје српско хералдичко наслеђе и да створи и очува национални хералдички стандард. До израде грба обично се долазило сарадњом општинских власти и стручњака из области хералдике. Одлучивање о грбу је пре свега одлучивање о његовом садржају, односно опису (блазону), који специфичним хералдичким речником формулише однос фигура и боја у грбу. На основу тог описа даље се израђује цртеж, односно еталон. Међутим, град Ниш морао је да чека још једну читаву деценију да би добио грб који у потпуности прати правила српске муниципалне хералдике. У периоду од 1993. до 2000. године, Ниш је усвојио чак три грба!

### Решење из 1993. године
Овај привремени амблем град Ниша представља штит на коме је Стамбол капија Нишке тврђаве испод које су три линије које представљају Нишаву. Амблем је рађен у црно-белој техници, а тврђава је без било каквих детаља и потпуно је офарбана у црно. Облик штита у овој верзији амблема ближи је облику штита из 30-их година 20. века него облику штита из периода комунистичке власти.

### Грб из 1995. године
У јулу 1995. године усвојени су нови грб Града Ниша и еталон грба Града Ниша.
На штиту плава таласаста греда раздваја црвено поље штита од сребрна стопе штита. Изнад греде је сребрним каменом озидан улаз Нишке тврђаве, а изнад тога је сребрни двоглави орао у полету златно наоружан и златног језика и ногу.
Грб је био у употреби све до маја 2000. године када је штит благо модификован и добио садашњи изглед, и тиме постао мали грб Града Ниша.